# Charles Garst
 (juillet 2025).
Si vous disposez d'ouvrages ou d'articles de référence ou si vous connaissez des sites web de qualité traitant du thème abordé ici, merci de compléter l'article en donnant les références utiles à sa vérifiabilité et en les liant à la section « Notes et références ».
Charles Elias Garst, né le 21 août 1853 à Dayton dans l'Ohio et décédé à l'âge de 45 ans le 28 décembre 1898 à Tokyo, est un lieutenant et missionnaire américain.

## Biographie
Durant son enfance, sa famille s'installe à Boone dans l'Iowa. Il grandit dans la ferme de son père et étudie au collège d'agriculture de l'Iowa. Il entre à l'académie militaire de West Point en 1872 et en sort diplômé le 14 juin 1876. Il est nommé le lendemain second lieutenant dans le 15e régiment d'infanterie. Il sert uniquement sur la frontière ouest jusqu'au 10 janvier 1884 quand il démissionne pour devenir missionnaire chrétien au Japon. Il arrive à Yokohama en octobre 1883 mais retourne en Iowa en 1891 où il reste deux ans à cause de la maladie de son fils aîné. Il retourne au Japon en 1893 et y reste jusqu'à sa mort en 1898. L'évangile japonais de février 1899 présente son portrait et consacre une douzaine de pages à sa mémoire. Il a réalisé un livre sur son séjour au Japon : A West Pointer in the Land of the Mikado (« Un diplômé de West Point au pays du Mikado »). Il est enterré au cimetière d'Aoyama.